# 高城蕾妮
高城蕾妮（日语：／ Takagi Reni，1993年6月21日—，又譯作高城靈似），是日本的女演員、藝人，神奈川縣出身。女子組合桃色幸運草Z初期成員，早期曾擔任隊長，之後由百田夏菜子接替隊長位置，也以个人名义活动。星塵傳播所屬。前夫為日本職棒日本火腿鬥士棒球選手宇佐見真吾。

## 简介
- 2008年在當地的車站被星塵傳播物色而進入藝能界。
- 在團體結成的初期擔任過隊長，後由百田夏菜子擔任隊長職務。
- 曾在節目上被團員爆料每天所穿的衣服都是由媽媽搭配的。
- 興趣與特技是街舞、踢踏舞、對異次元思考。
- 在團體中代表色為紫色。
- 擅長扮奇特的鬼臉。
- 喜歡的樂團是湘南乃風。
- 喜歡的電影是『無人知曉的夏日清晨』。
- 擅長的科目是國語、歷史。不擅長的科目是數學、英語、理科。
- 喜歡的食物是茄子和地瓜。
- 常被鬼壓床。

## 演出

### 电影
- 帷幕青春（日语：幕が上がる）  饰演 西条美纪（がるる）（2015年2月28日）

### 電視劇
- 東京少女 第2話（2008年4月，BS-i）
- 她無法成佛的理由（日语：彼女が成仏できない理由） 女主角1-6話 饰演：小鳥遊玲（2020年9月12日，NHK）
- 毛骨悚然撞鬼經驗 夏之特別篇2022（2022年8月20日，富士電視台）飾演：主演・高城蕾妮（本人）

### 電視動畫
- 緣之空（2010年10月、AT-X） - 飾演 女學生

### PV
- little by little『Pray』（2008年5月28日）
- バーボンズ『autumn』・『雪国』・『絆』（2008年 - 2009年）
- 詩音『Last Song』 (2008年8月22日)

## 相關項目
- 桃色幸運草Z
- 玉井詩織
- 百田夏菜子
- 有安杏果
- 佐佐木彩夏
- 星塵傳播

## 備註
1. ↑  Inc., Natasha,. . 音楽ナタリー.   [2018-08-18]. （原始内容存档于2020-11-30） （日语）.
2. ↑  Inc., Natasha,. . 音楽ナタリー.   [2018-08-18]. （原始内容存档于2020-11-30） （日语）.
3. ↑  . Sponichi Annex. 2022-11-06  [2022-11-06]. （原始内容存档于2022-11-17） （日语）.
4. ↑  . ORICON NEWS. 2023-12-14  [2023-12-14]. （原始内容存档于2023-12-25） （日语）.

## 外部連結
- スターダストプロモーション > 高城れに （页面存档备份，存于）
- ももいろクローバー 高城れに オフィシャルブログ 「ビリビリ everyday」 （页面存档备份，存于）(2011年1月31日-)
- 高城れに ももいろクローバーZ的Instagram帳戶
- ももいろクローバー高城れにblog （页面存档备份，存于）(-2011年1月31日)
- イマつぶ-imatsubu （页面存档备份，存于）(2010年6月30日 - )